# Synagoga w Deidesheimie
Synagoga w Deidesheimie (niem. Synagoge in Deidesheim) – synagoga znajdująca się w Deidesheimie, w Niemczech, przy Bahnhofstraße 19
Synagoga została zbudowana w 1852 roku. Poprzednia synagoga stojąca w innym miejscu została zburzona z powodu groźby zawalenia. Na początku lat 20. XX wieku zmniejszająca się gmina żydowska zaczęła mieć problemy z utrzymaniem budynku. Pogłębiające się trudności zmusiły ją pod koniec 1936 roku do sprzedania synagogi co uchroniło ją od zniszczenia w czasie nocy kryształowej. 
Budynek następnie przez lata służył jako magazyn. 2 czerwca 1987 roku synagoga została wpisana do rejestru zabytków, a w 1992 roku zakupiło ją miasto Deidesheim. W 1995 roku rozpoczął się jej remont. 2 maja 2004 roku w synagodze otwarto centrum kulturalne (niem. Kulturhaus am Schlosspark - ehemalige Synagoge).